# Saint-Aulaye
Saint-Aulaye är en kommun i departementet Dordogne i regionen Nouvelle-Aquitaine i sydvästra Frankrike. Kommunen ligger i kantonen Saint-Aulaye som tillhör arrondissementet Périgueux. År 2018 hade Saint-Aulaye 1 358 invånare.

## Befolkningsutveckling
Antalet invånare i kommunen Saint-Aulaye
Referens:INSEE